# Rosa Maria Ysàs i Roca
Rosa Maria Ysàs i Roca (Barcelona, 25 d'octubre de 1939) és una mezzosoprano catalana. El 1989 va intervenir en l'estrena de Cristòfol Colom, de Lleonard Balada, al costat de Josep Carreras i Montserrat Caballé. Va compaginar el cant amb la docència de la música a l'Institut Francesc Macià de Cornellà de Llobregat.